# Зинкевич, Мария Мироновна
Мари́я Миро́новна Зинке́вич (1924 — 2010) — советская белорусская актриса.

## Биография
Родилась 13 марта 1924 года в деревне Корзюки (ныне Минский район, Минская область, Белоруссия). Окончила студию при БелГАДТ имени Янки Купалы (1948), с 1945 года — его актриса. Актриса комедийного плана. Играла в спектаклях «Павлинка» Янки Купалы, «Кто смеется последним», «Врата бессмертия» Кондрата Крапивы, «Плач перепелки» Ивана Чигринова.
- заслуженная артистка Белорусской ССР (1980).

## Фильмография
- 1953 — Поют жаворонки — эпизод
- 1957 — Полесская легенда
- 1960 — Весенние грозы — Валентина
- 1960 — Человек не сдается — Ганна
- 1964 — Письма к живым — эпизод
- 1964 — Рогатый бастион — эпизод
- 1967 — Рядом с вами — проводница
- 1970 — Нечаянная любовь — эпизод
- 1971 — День моих сыновей
- 1972 — Вот и лето прошло… — тётя Настя, дворник
- 1973 — Большой трамплин — Мироновна
- 1973 — Доброе дело
- 1974 — Великое противостояние
- 1975 — Надежный человек — женщина в очереди к председателю
- 1976 — По секрету всему свету — общественница
- 1976 — Сын председателя
- 1977 — Семейные обстоятельства — проводница Маша
- 1980 — Атланты и кариатиды
- 1985 — С юбилеем подождём — эпизод
- 1985 — Снайперы — эпизод
- 1990 — Плач перепёлки — Аксюта Драница
- 1993 — У попа была собака
- 1994 — Эпилог
- 1997 — Бег от смерти — тёща